# Ambachew Mekonnen
Pour les articles homonymes, voir Mekonnen.
Ambachew Mekonnen, né vers 1971 et décédé le 22 juin 2019, était un homme politique et économiste éthiopien. Il a été président de la région Amhara en Éthiopie de mars à juin 2019, jusqu'à ce qu'il soit tué lors d'une tentative de coup d'État.

## Biographie

### Éducation
Ambachew Mekonnen est né à Tach Gayint, dans le sud de Gondar, dans une famille d'agriculteurs. Ses études secondaires ont été interrompues par la guerre civile éthiopienne, lorsque son école a été fermée. Il a ensuite rejoint le Mouvement démocratique du peuple éthiopien (EPDM, plus tard ANDM) en tant que guérillero en 1990. Il a complété ses études secondaires par l'enseignement à distance.
Ambachew a ensuite obtenu une licence en économie à l'Université de la fonction publique éthiopienne. Il est également titulaire d'une maîtrise en politiques publiques de l'Institut coréen de développement, d'une maîtrise en finance internationale et développement économique et d'un doctorat en économie de l'Université de Kent. Sa thèse de doctorat portait sur « La croissance économique, le commerce et l'investissement en Afrique subsaharienne ».

### Carrière
Avant de devenir président de la région d'Amhara, Ambachew a occupé divers postes, notamment au ministère du Logement et du Développement urbain en Éthiopie. Il a également travaillé comme conseiller en infrastructures au cabinet du premier ministre. Il a été choisi comme président régional le 6 mars 2019, en remplacement de Gedu Andargachew.

### Sa mort
Ambachew Mekonnen a été tué le 22 juin 2019 à Baher Dar, en Éthiopie, par un présumé commando lors d'une tentative de coup d'État dans la région d'Amhara. Il a été tué avec son conseiller.